# 札幌ベルエポック美容専門学校

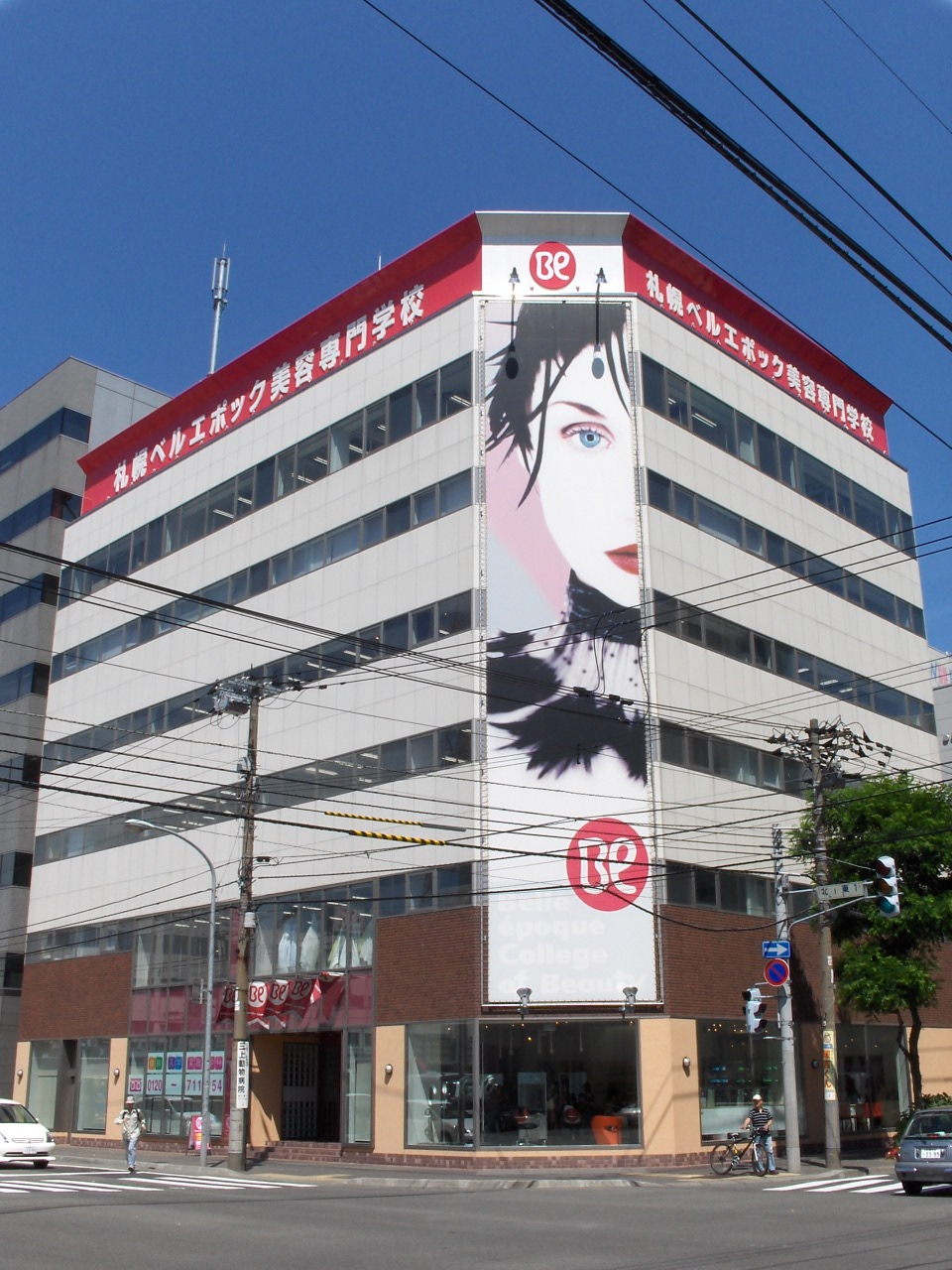
札幌ベルエポック美容専門学校

札幌ベルエポック美容専門学校（さっぽろベルエポックびようせんもんがっこう）とは、北海道札幌市中央区北1条東1-7-1にある専門学校。運営は学校法人滋慶学園。

## 概要
厚生労働大臣指定美容師養成施設認定校、文部科学省・専門学校認可校。美容師・ヘアメークアーティストから、ブライダルヘアメイクアティスト、ビューティーアドバイザー（美容部員）らを養成する。
中央区内にベルエポック札幌寮（スチュデントハイム）が用意されている。

## 沿革
ホームページ沿革より抜粋
- 2002年 - ベルエポック美容衛生専門学校札幌校として創立。美容師科・トータルビューティ科を設置。
- 2005年 - ベルエポック美容衛生専門学校札幌校から分離独立し、「札幌ベルエポック美容専門学校」となる
- 2007年 - 新館完成。
- 2012年 - ブライダルビューティ科設置。
- 2013年 - ブライダルビューティ科をブライダル科へ名称変更。
- 2015年 - ヘアメイク科・トータルビューティ科1年夜間課程を設置。
- 2016年 - 美容師実践科設置。
- 2023年 - 校舎を札幌市中央区北1条西9丁目に移転。

## 設置学科
- 美容師科
- ヘアメイク科
- トータルビューティ科
- 美容師科通信課程